# Margaux (Gironde)
Pour les articles homonymes, voir Margaux.
Margaux est une ancienne commune du Sud-Ouest de la France intégrée au sein de la commune nouvelle de Margaux-Cantenac, située dans le département de la Gironde en région Nouvelle-Aquitaine. Cette ville fait partie des célèbres vignobles du Médoc, de réputation internationale.
Ses habitants sont appelés les Margalais et les Margalaises.

## Géographie
Commune de l'aire urbaine de Bordeaux située dans le Médoc.

### Communes limitrophes
| - OpenStreetMap Limite communale |

| Soussans |          | Gauriac |
|          | Margaux  |         |
|          | Cantenac |         |

### Hydrographie
L'estuaire de la Gironde arrose l'est de la commune, dont la plus grande partie de l'île de la Tour du Mont, également connue sous le nom d'île Margaux (usage viticole) ou anciennement et localement île de la Tour de Mons, à l'exception de la pointe sud-est de l'île qui fait partie de la commune déléguée voisine de Cantenac.

## Histoire

### Toponymie
Margaux étant en Médoc, pays gascon, la plupart des lieux-dits anciens y sont explicables par le gascon, par exemple le Graujoula, le Maragna(c), le Matha, le Long Régat, le Pasten, Barail daou Mitan, les Agnes, Peygaussem, Brannes, le Courneau, la Vache (la Bache / Baisha), Larruau, Peyrat de Cazeau, Tronc de Miqueu...

## Politique et administration

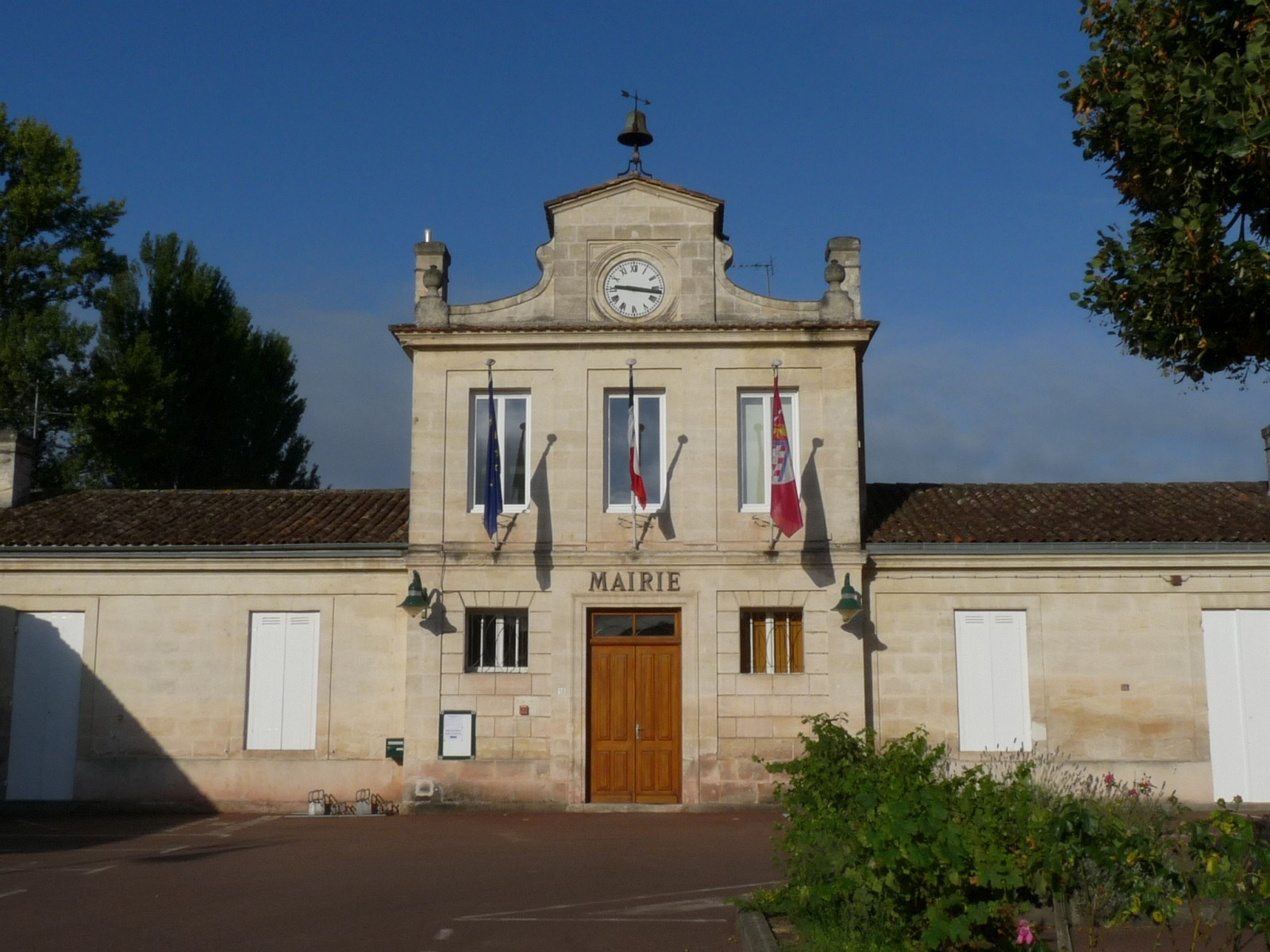
La mairie

| Période                                  | Période | Identité                            | Étiquette           | Qualité           |
| ---------------------------------------- | ------- | ----------------------------------- | ------------------- | ----------------- |
| Les données manquantes sont à compléter. |         |                                     |                     |                   |
| 1904                                     | 1919    | Louis Charles Marie de La Trémoille | Gauche démocratique | député            |
| Les données manquantes sont à compléter. |         |                                     |                     |                   |
| 1973                                     | 1995    | Bernard Ginestet                    |                     |                   |
| 1995                                     | 2001    | Jean-Claude Lacaussade              |                     |                   |
| mars 2001                                | 2014    | Jacqueline Dottain                  | SE                  |                   |
| mars 2014                                | 2016    | Claude Berniard                     | DVD                 | Chef d'entreprise |

## Démographie
| 1793 | 1800 | 1806 | 1821 | 1831 | 1836  | 1841  | 1846  | 1851  |
| ---- | ---- | ---- | ---- | ---- | ----- | ----- | ----- | ----- |
| 880  | 798  | 818  | 829  | 980  | 1 031 | 1 034 | 1 124 | 1 164 |

| 1856  | 1861  | 1866  | 1872  | 1876  | 1881  | 1886  | 1891  | 1896  |
| ----- | ----- | ----- | ----- | ----- | ----- | ----- | ----- | ----- |
| 1 136 | 1 192 | 1 208 | 1 342 | 1 430 | 1 680 | 1 713 | 1 915 | 1 953 |

| 1901  | 1906  | 1911  | 1921  | 1926  | 1931  | 1936  | 1946  | 1954  |
| ----- | ----- | ----- | ----- | ----- | ----- | ----- | ----- | ----- |
| 1 757 | 1 772 | 1 570 | 1 374 | 1 290 | 1 262 | 1 111 | 1 078 | 1 307 |

| 1962  | 1968  | 1975  | 1982  | 1990  | 1999  | 2006  | 2011  | 2014  |
| ----- | ----- | ----- | ----- | ----- | ----- | ----- | ----- | ----- |
| 1 411 | 1 466 | 1 420 | 1 360 | 1 387 | 1 338 | 1 391 | 1 519 | 1 554 |

## Économie
Comme son nom l'indique, la commune de Margaux est située sur l'aire d'appellation Margaux (AOC) dans le vignoble du Médoc. Cependant, d'autres vins AOC peuvent y être produits: le Bordeaux supérieur, le Haut-Médoc, le Médoc, le Crémant de Bordeaux et le Bordeaux.
Sarment du Médoc

## Culture locale et patrimoine

### Lieux et monuments

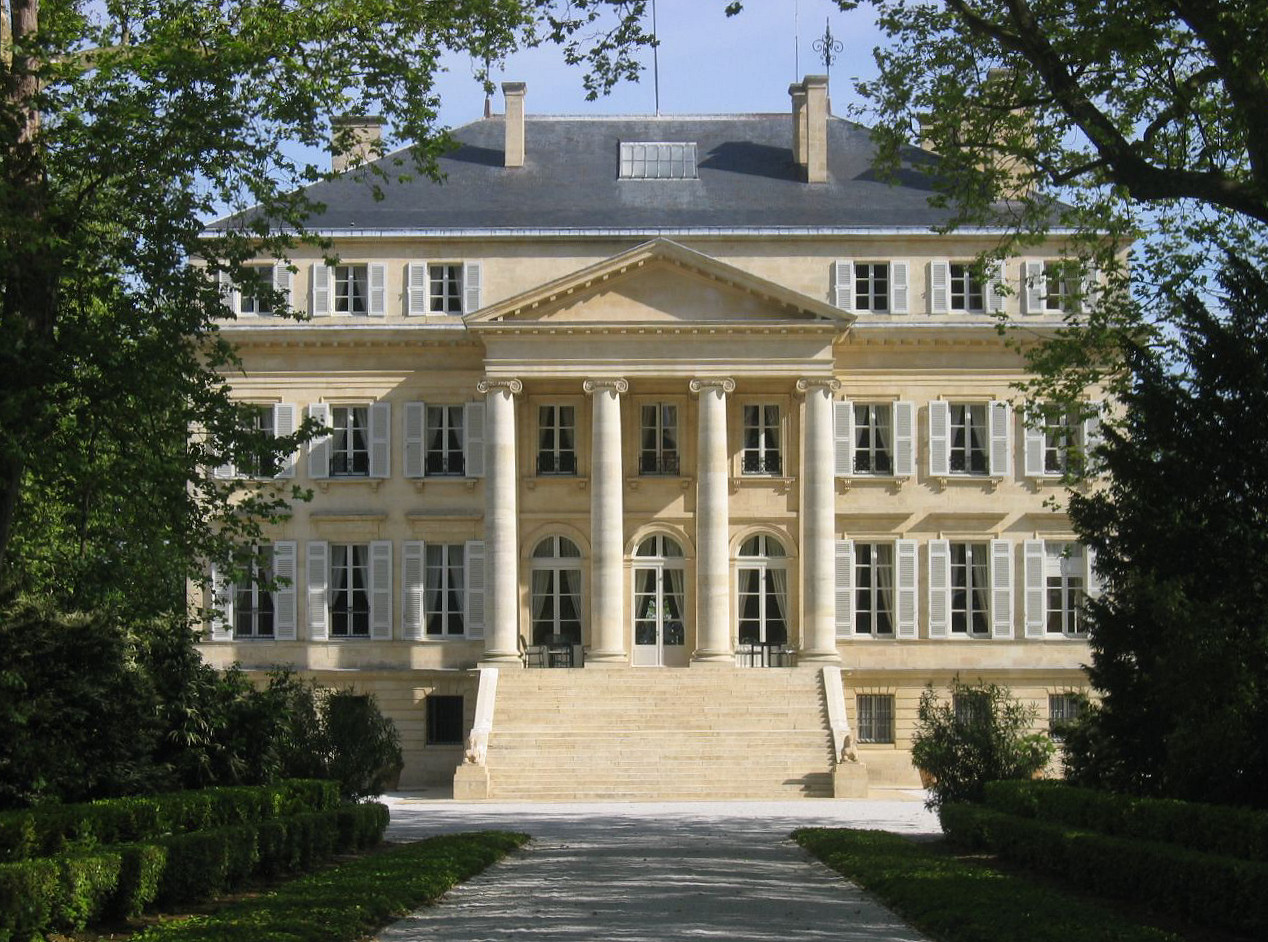
Le château Margaux (mai 2005)

- Le château Margaux a été classé monument historique en 1925 pour sa façade, ses toitures et ses communs[10]
- L'église paroissiale Saint-Michel[11] et le presbytère[12]
- La mairie-école[13]

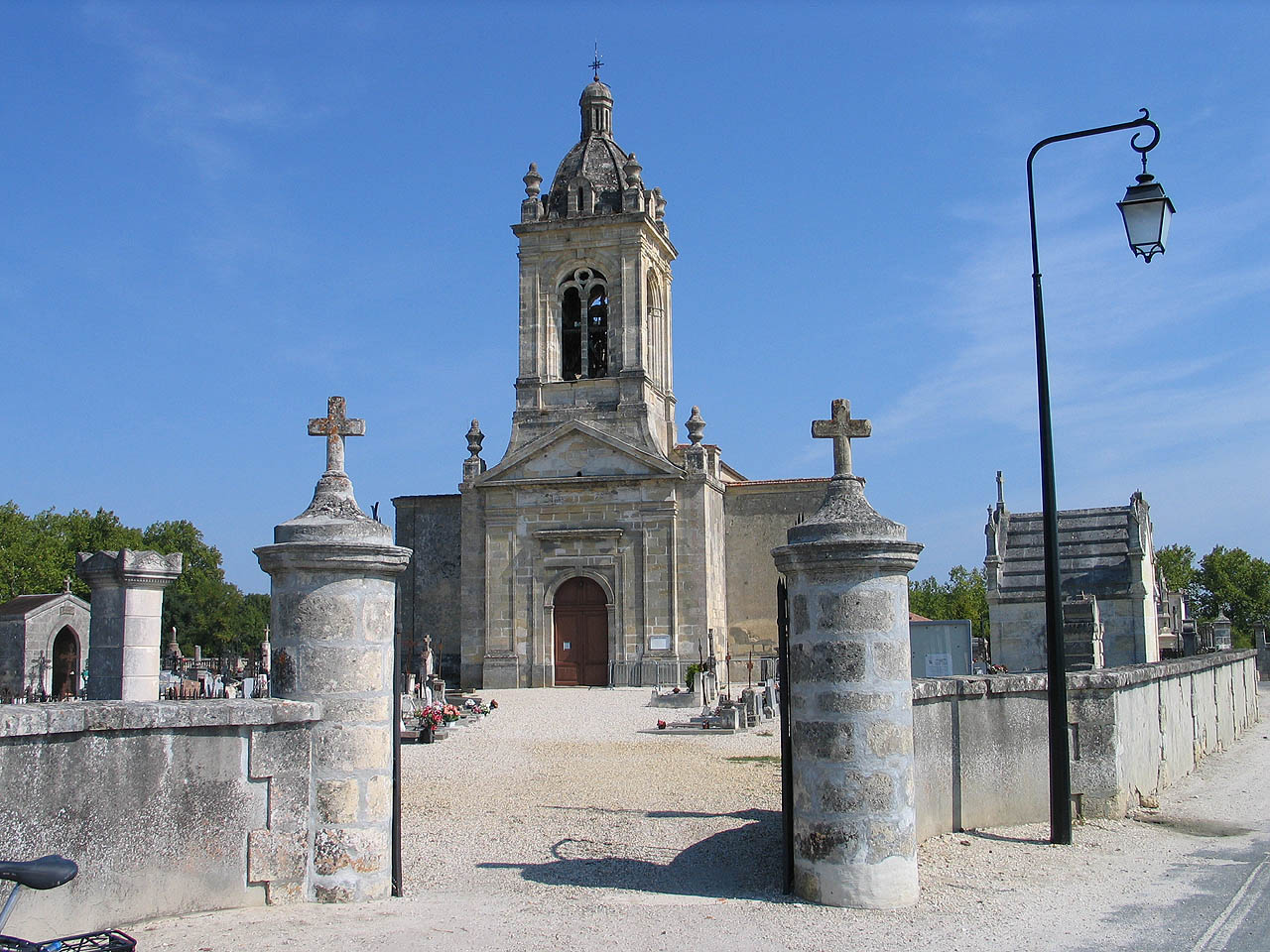
L'église Saint-Michel.
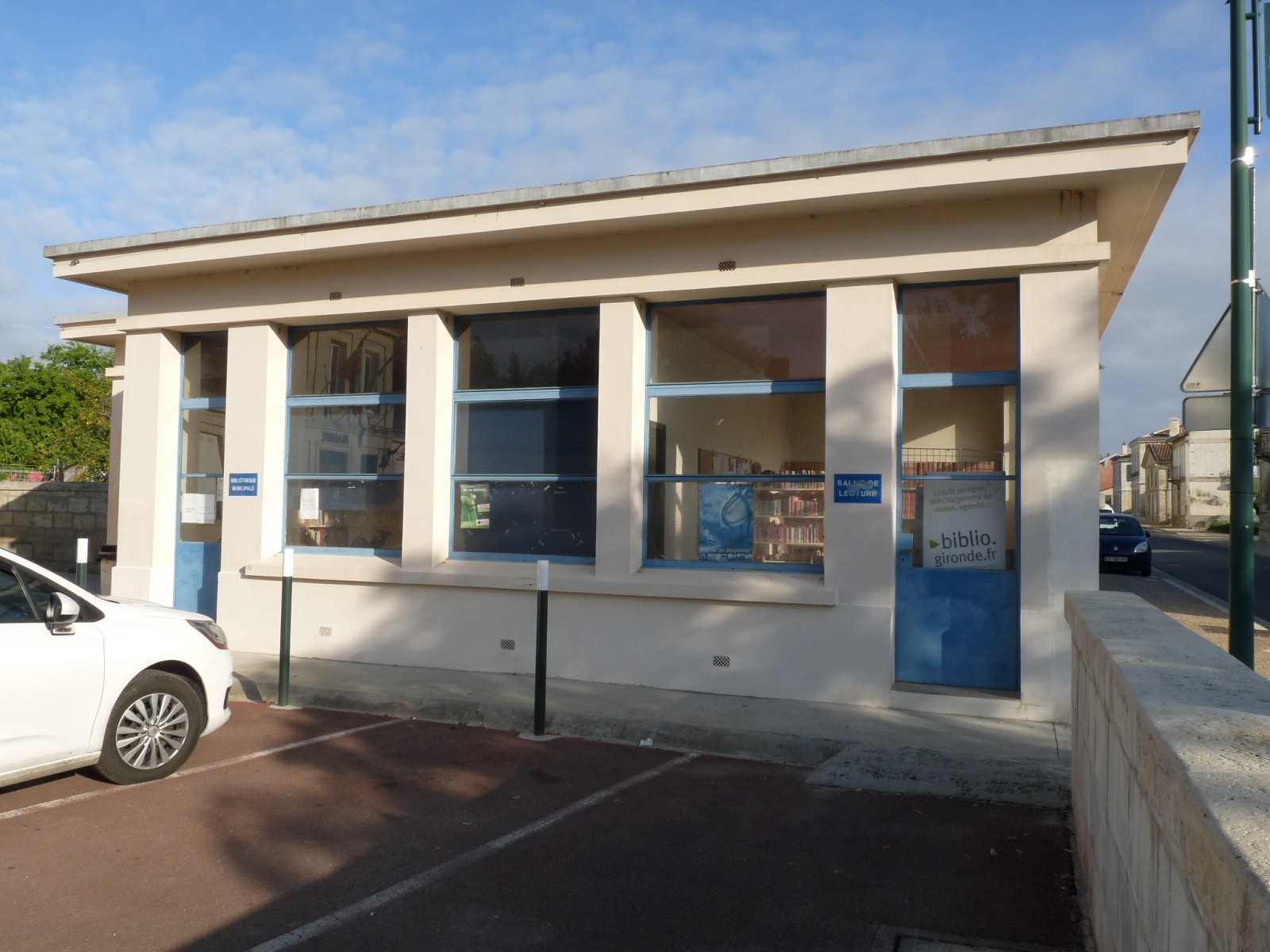
La bibliothèque.
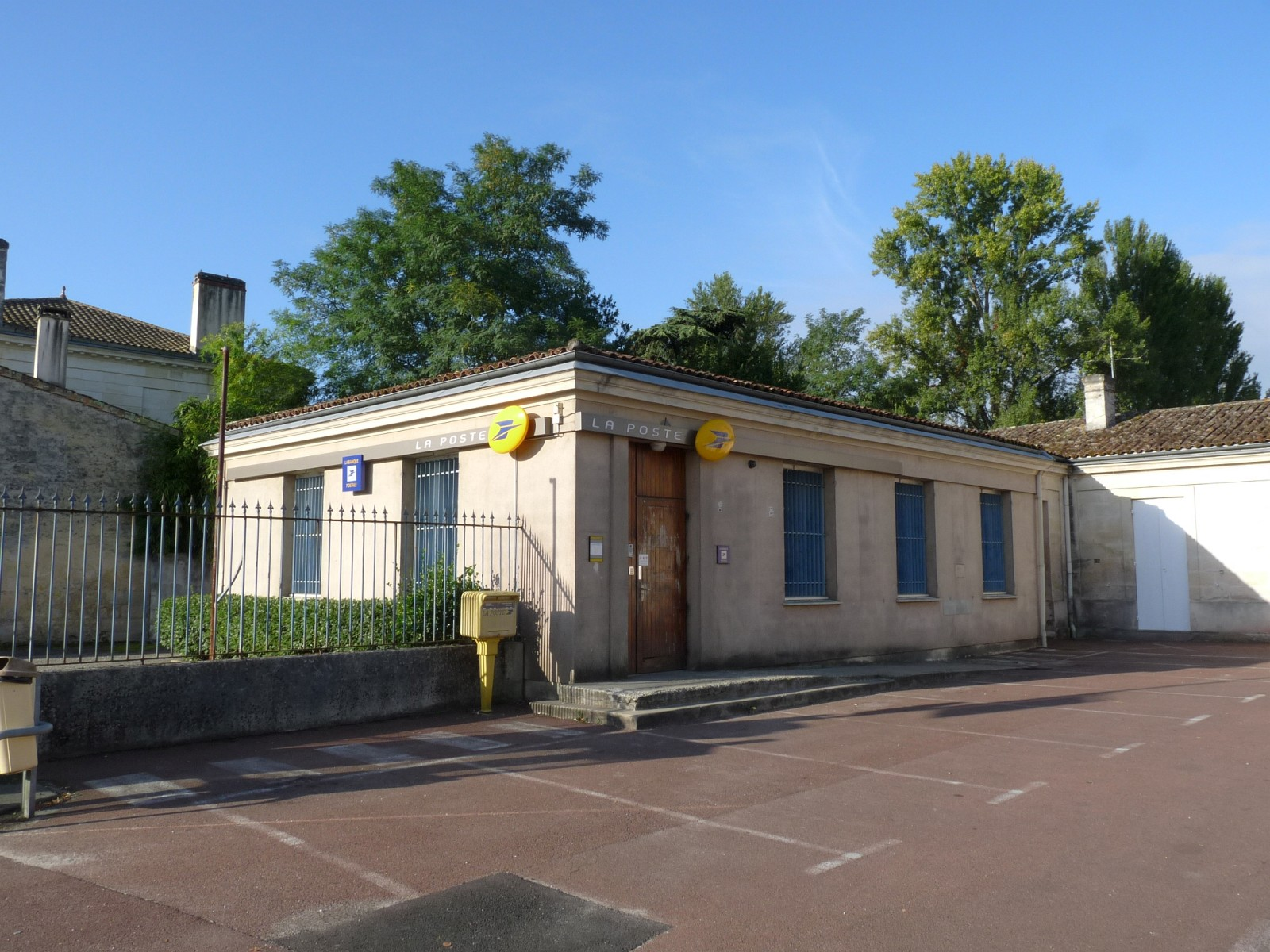
La poste.
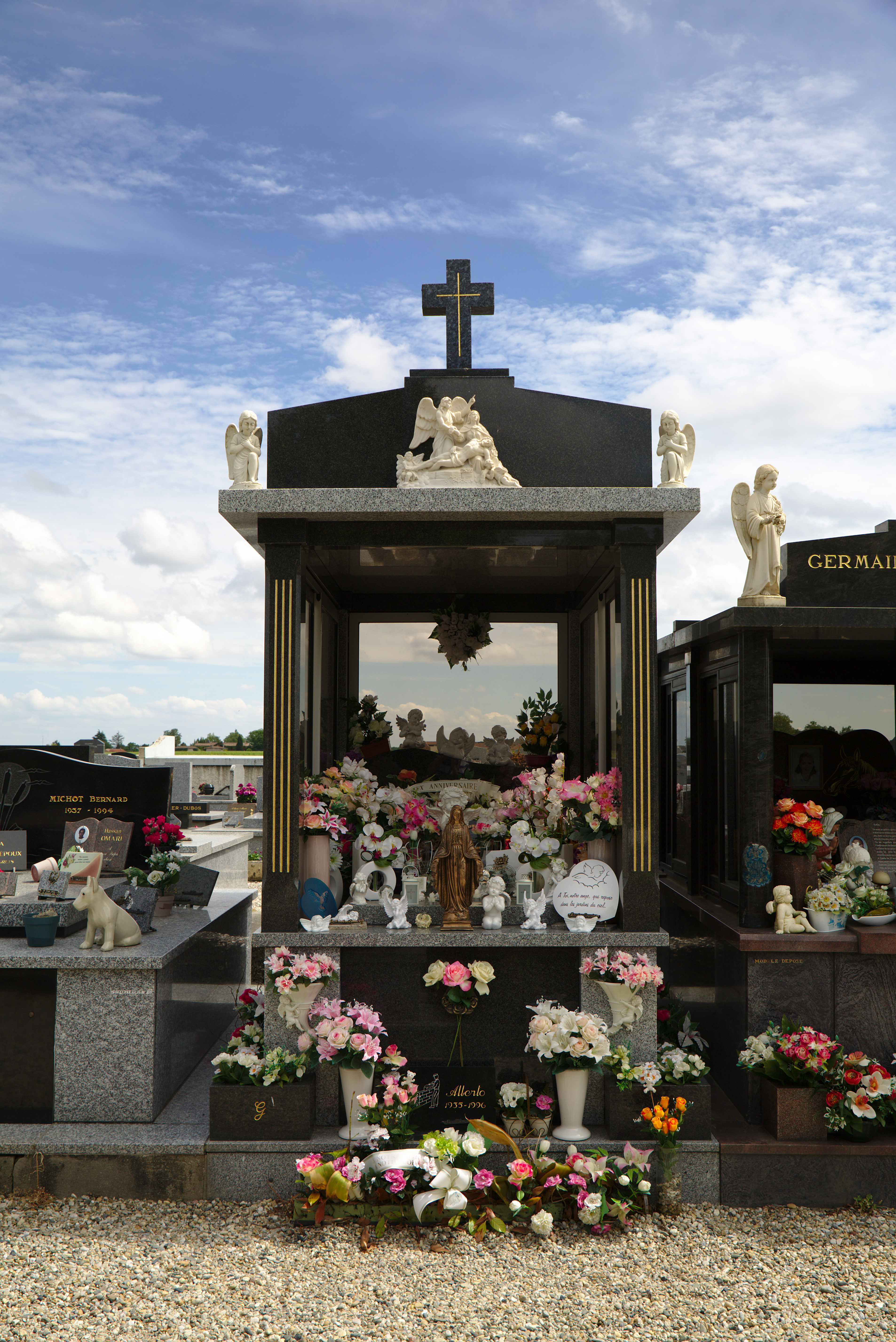
Le cimetière.

### Personnalités liées
- Olive de Lestonnac (1572-1652), qui développe le domaine de Château Margaux.
- Louis Charles Marie de La Trémoille (1863-1921), maire de Margaux de 1904 à 1919, député de la Gironde de 1906 à 1919.
- Bernard Ginestet (1936-2001), romancier et essayiste français, maire de Margaux de 1973 à 1995.

### Héraldique
| Armes | Les armes de Margaux se blasonnent ainsi : Tiercé en pairle renversé : au premier de gueules au léopard contourné d'or en barre, au second d'argent à la fleur de lys soudée d'or, au troisième losangé de gueules et d'argent à la rose au naturel d'argent soutenue de cinq têtes de diamant du même rangées en fasce, le tout brochant ; au chevronnel d'azur brochant sur la partition. |